# Ніна Гріг
Ніна Гріг, до шлюбу Хаґеруп (норв. Nina Hagerup Grieg; 24 листопада 1845, Берген — 9 грудня 1935, Копенгаген) — датсько-норвезька співачка-сопрано.

## Ранні роки
Ніна Хагеруп народилася в Бергені, Норвегія. Її батьками були контролер солоду Герман Дідрік Хагеруп і акторка Луїза Аделін Верліг, до шлюбу Фальк. Вона була двоюрідною сестрою композитора Едварда Гріга, з яким одружилася у 1867 році в Копенгагені.

## Кар'єра
Ніна Гріг з чоловіком часто виступали з концертами в Європі; 6 грудня 1897 року вони виконали його твори на приватному концерті у Віндзорському замку для королеви Вікторії та її двору. Чоловік уважав Ніну Гріг найкращою виконавицею своїх творів, і її виступи зазвичай отримували схвальні відгуки.
У 1866 році вона була солісткою в ораторії «Ілія» Фелікса Мендельсона з Musikselskabet Harmonien (пізніше відомим як Бергенський філармонічний оркестр).
Англійський композитор Фредерік Діліус присвятив їй дві композиції пісень у 1888—1890 роках.
Ніна Гріг ніколи не займалася професійним записом, але збереглися (в досить поганому стані) два аматорські записи, зроблені на воскових циліндрах, які були видані на лейблі Simax.

## Пізні роки
Після смерті чоловіка в 1907 році переїхала до Данії. У Копенгагені відвідувала унітарну церкву.
Померла 9 грудня 1935 року у віці 90 років. Кремована, прах поміщений разом з прахом її чоловіка в гірську гробницю поблизу Тролльхаугена, неподалік Бергена, де вона жила протягом більшої частини шлюбу.